# حسین بن عبدالله دوم
حسین بن عبدالله دوم، وارث بلافصل و بزرگ‌ترین فرزند ملک عبدالله دوم پادشاه اردن است. او در ۲ ژوئیه ۲۰۰۹ ولایت‌عهدی پادشاهی اردن هاشمی را بر عهده گرفت. او تحصیلاتش را در آکادمی ملک که توسط پدرش تأسیس شد، پی‌گرفت.
حسین رئیس بنیاد ولی‌عهد است که مسئول یک دانشگاه فنی و برخی فعالیت‌های علمی و بشردوستانه است.

او در سال ۲۰۱۵ و در سن ۲۰ سالگی، جوان‌ترین فردی بود که ریاست جلسه شورای امنیت سازمان ملل متحد را بر عهده داشت.
در ۱۷ اوت ۲۰۲۲، دادگاه سلطنتی هاشمی نامزدی ولی‌عهد حسین را با شهروند سعودی رجوا خالد بن مسعود بن سیف بن عبدالعزیز آل سیف اعلام کرد. مراسم نامزدی در منزل پدر السیف در ریاض برگزار شد. در روز شنبه ۱۳ مرداد ۱۴۰۳ مصادف با ۳ اوت ۲۰۲۴ اولین فرزند او و شاه‌دخت رجوا، شاه‌دخت ایمان بنت حسین به دنیا آمد او هم‌نام عمه‌اش شاه‌دخت ایمان بنت عبدالله دوم و عمهٔ پدرش شاه‌دخت ایمان بنت حسین بن طلال است.

## زندگی‌نامه
حسین در ۲۸ ژوئن ۱۹۹۴ در امان متولد شد؛ او تحصیلات دبیرستانی خود را در آکادمی پادشاه در سال ۲۰۱۲ به پایان رساند، مدرک لیسانس در تاریخ بین‌المللی در دانشگاه جورج تاون در سال ۲۰۱۶ گرفت و فارغ‌التحصیل از آکادمی نظامی سلطنتی سندهارست در سال ۲۰۱۷ است. او ستوان یکم در نیروهای مسلح اردن می‌باشد.

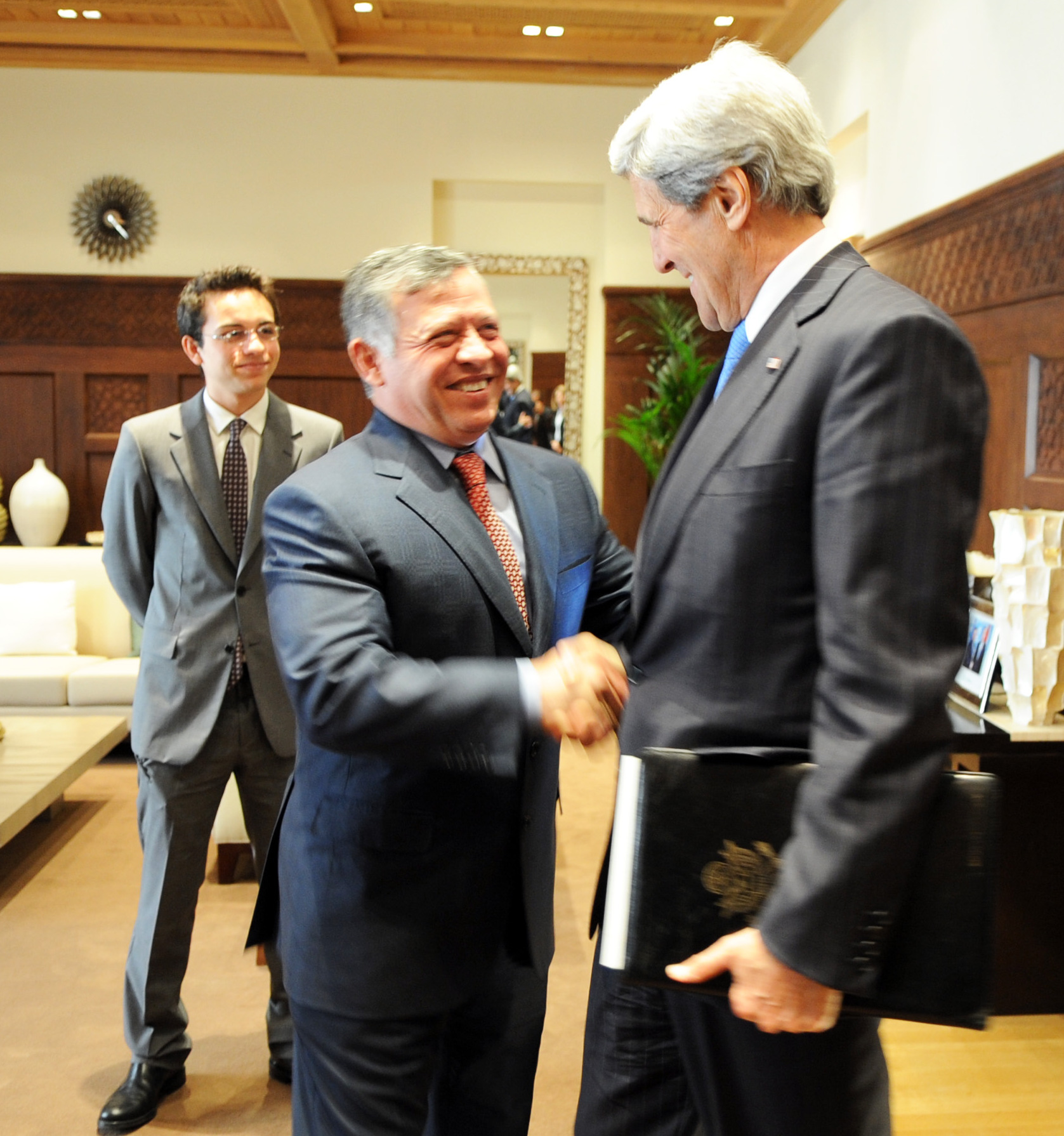
ولیعهد و پادشاه اردن در دیدار با جان کری، وزیر امور خارجه آمریکا